# Harjussaari (ö i Norra Karelen)
Harjussaari är en halvö i Finland. Den ligger i sjön Kangasvesi och i kommunen Kontiolax i den ekonomiska regionen  Joensuu ekonomiska region  och landskapet Norra Karelen, i den sydöstra delen av landet, 400 km nordost om huvudstaden Helsingfors.